# NGC 7188
NGC 7188 este o low-surface-brightness galaxy⁠(d) situată în constelația Vărsătorul. A fost descoperită în 1885 de către Francis Leavenworth. Se află la o distanță de 15,28 megaparseci de Pământ.